# Boro Sanguy
Boro Sanguy, de son vrai nom Koudougnon Balet Richard, est un chanteur ivoirien dans le style coupé-décalé. Il est l'un des membres originaux de la Jet Set, créateurs du coupé-décalé depuis Paris et Abidjan.

## Biographie
Boro Sanguy et Lino Versace forment un groupe de coupé-décalé. Au cours de sa carrière, il est passé dans des émissions sur MTV afin de promouvoir le mouvement coupé-décalé.
Mais le duo Boro Sanguy & Lino Versace, le marché discographique du coupé-décalé étant confisqué par les artistes locaux ivoiriens, souvent disc-jockeys dans les maquis ivoiriens. Face à la vague continue des chanteurs locaux et DJ (tels que Francky Dicaprio, DJ Maréchal, Consty DJ, DJ Phéno...), seuls Jean-Jacques Kouamé et Serge Defalet de la Jet Set y résistent. Ces derniers ont recours à des services prestataires en « Attalaku Lingala » de disc-jockeys attalakutistes (tels que Shaggy Sharufa, Vetcho Lolas, FDS, Matrix Ebongoa DJ et d'autres) dans leurs œuvres discographiques.

## Discographie
- 2004 : Mastiboulance
- 2012 : Tapis rouge
- 2012 : Hommage à Guy Wahï
- 2012 : Aventure sans lendemain
- 2012 : Boro Sanguy intouchable
- 2012 : Tapez dos
- 2012 : Coupé décalé kainfri
- 2012 : Amour perdu
- 2012 : 100% Coupé décalé
- 2012 : Hommage aux mamans
- 2012 : Jalousie
- 2013 : Damme sur lui
- 2016 : Souki Langaï